# Uridinemonofosfaat
Uridinemonofosfaat of UMP (ook uridylzuur genoemd) is een ribonucleotide die is opgebouwd uit het nucleobase uracil, het monosacharide ribose en een fosfaatgroep. Het wordt gevormd door de hydrolyse van uridinedifosfaat (UDP). Uridinemonofosfaat is een van de bouwstenen van RNA.
Uridinemonofosfaat kan beschouwd worden als een zwak zuur, met volgende zuurconstanten:
- pKa1 = 1,0
- pKa2 = 6,4
- pKa3 = 9,5

## Biosynthese
Uridinemonofosfaat wordt gevormd uit orotidinemonofosfaat (OMP) door een decarboxylering, die gekatalyseerd wordt door het enzym orotidylaatdecarboxylase. Indien deze reactie niet gekatalyseerd zou worden, dan zou de reactie 78 miljoen jaar duren. Door aanwezigheid van de katalysator gaat deze reactie ongeveer 1017 keer sneller door. Uridinemonofosfaat dient als precursor voor de synthese van tal van andere nucleotiden, waaronder voor adenosinetrifosfaat (ATP).
Het orotidinemonofosfaat wordt zelf gevormd via een zogenaamde de-novosynthese, uitgaande van glutamine en koolstofdioxide.